# Adolfo Vázquez Humasqué
Adolfo Vázquez Humasqué (Villafranca del Panadés, 12 de julio de 1887 - Ciudad de México, 26 de abril de 1975) fue un ingeniero agrónomo español que dirigió el Instituto de Reforma Agraria, el organismo oficial creado por la Segunda República Española para aplicar la Ley de Reforma Agraria de España de 1932. También es conocido por haber sido el fundador en 1916, y primer presidente, del equipo de fútbol Real Mallorca.

## Biografía
Ingeniero agrónomo de formación, fue director de la Granja Escuela de Agricultura de Baleares desde 1912 y director de la Estación Enológica de Felanich. En 1929 se trasladó a la Península y durante la Segunda República fue gobernador civil de Jaén, inspector general de servicios sociales agrarios, director general de Reforma Agraria, director del Instituto de Reforma Agraria y subsecretario del Ministerio de Agricultura.
Como escritor destaca como autor de varios libros de carácter muy diverso. Relacionado con su tarea profesional escribió Nuevos cultivos en Mallorca (1915). Pero también fue novelista, ya que fue autor de El secreto de la pedriza (1920), novela de la que la productora Balear Film realizó la película homónima en 1926.
En 1939 se exilió en México, por su activa implicación con el régimen republicano. Allí llevó a cabo una tarea importante relacionada con el cultivo del olivo y vivió hasta su muerte, en 1975.
El 26 de marzo de 2011 el Ayuntamiento de Palma de Mallorca puso su nombre a una calle de la ciudad.